# Elizabeth Gaunt

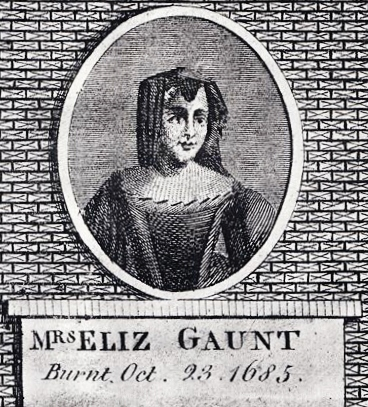
Elizabeth Gaunt

Elizabeth Gaunt, död den 23 oktober 1685 i London, var en engelsk kvinna som avrättats för förräderi dömd för delaktighet i Rye House Plot. Hon var den sista kvinna som avrättades för ett politiskt brott i England. 
Gaunt var anabaptist och ägde en butik i London. Hon var väl känd för att bedriva välgörenhet trots att hon själv inte var rik och för att erbjuda människor som förföljdes av religiösa eller politiska orsaker husrum. År 1685 sökte en av konspiratörerna i den misslyckade Rye House Plot skydd hos henne. Då han senare blev arresterad angav han henne som delaktig i komplotten. Gaunt hade inget med komplotten att göra, och Burton angav henne i hopp om att rädda sitt eget liv. Elizabeth Gaunt dömdes som skyldig till förräderi i vad som kallas en skenrättegång i Old Bailey 19 oktober 1685. Enligt det straff som stadgades för kvinnliga förrädare dömdes hon till att brännas levande på bål. Detta straff var förbehållet kvinnor eftersom det innebar att de då inte behövde visa sig nakna, medan män blev hängda och uppsprättade för samma brott. 
Elizabeth Gaunt uppfattade avrättningen som ett slags martyrdom och uppträdde med en sådan glädje på avrättningsplatsen att hon ska ha rört åskådarna till tårar. Det förekom att kvinnor som hade dömts till att brännas på bål tilläts att bli strypta innan elden antändes, men detta nekades Gaunt, som därmed blev bokstavligen levande bränd. Hon var den sista kvinna som blev avrättad för ett politiskt brott i England. Efter hennes avrättning blev det vanligare att kvinnor som dömdes till detta straff stryptes först.